# Prigione sotterranea

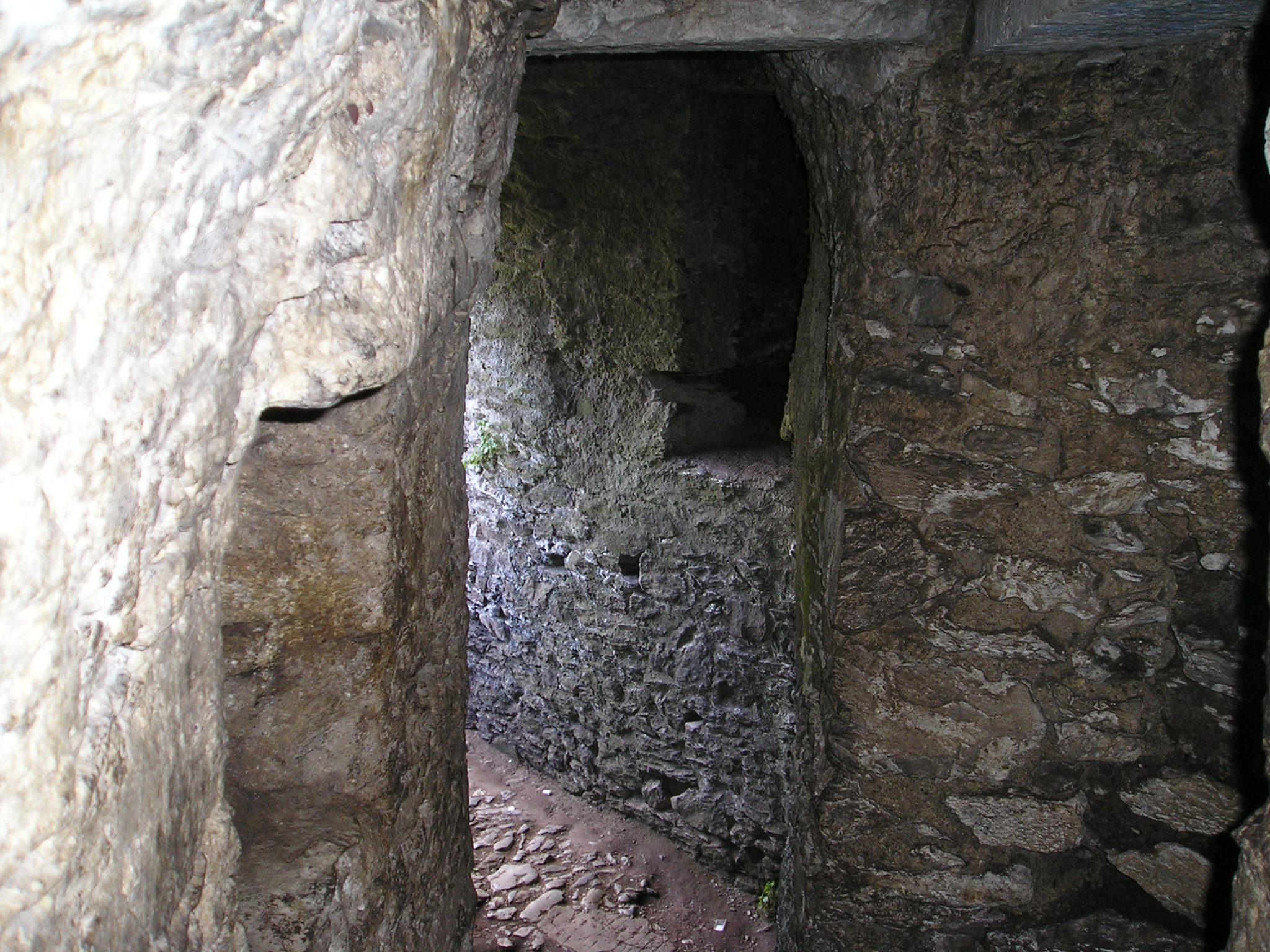
Prigioni sotterranee del Castello di Blarney

Una prigione sotterranea (anche segreta o oubliette) è una stanza o una cella in cui venivano tenuti i prigionieri, posta soprattutto sotto terra. Le prigioni sotterranee si trovano generalmente nei castelli medievali, anche se il loro collegamento alla pratica della tortura appartiene al periodo rinascimentale. Una oubliette è un particolare tipo di prigione sotterranea a cui si accedeva solo tramite una botola posta su un alto soffitto. 

## Etimologia
Il castello della tipologia dongione spesso conteneva sotterranei dotati di celle: queste per metonimia, in inglese assunsero il nome di dungeon.
Il termine francese oubliette, invece, ha la stessa radice di oublier, "dimenticare". Questa struttura era usata per quei prigionieri di cui ci si voleva dimenticare.

## Storia
Pochi dongioni normanni dei castelli inglesi contenevano prigioni, anche se erano più comuni in Scozia. La reclusione in prigione non era una punizione comune nel Medioevo, e quindi molti prigionieri erano solo in attesa del verdetto di una giuria, o dell'esecuzione capitale, o semplicemente per motivi politici. I prigionieri nobili non erano solitamente rinchiusi nelle prigioni, ma nelle confortevoli sale del castello.
La Torre di Londra è una famosa prigione per detenuti politici, mentre il castello di Pontefract servì per rinchiudere Thomas di Lancaster (1322), Riccardo II d'Inghilterra (1400), Antonio Woodville (1483), Richard le Scrope, arcivescovo di York (1405), Giacomo I di Scozia (1405–1424) e Carlo, duca d'Orléans (1417–1430).
La costruzione di camere adibite a prigione divenne più comune dopo il XII secolo, quando furono inserite nei corpi di guardia o nelle torri murarie. Alcuni castelli hanno grandi spazi per i prigionieri, come la torre della prigione del Castello di Caernarfon. I castelli di Alnwick e Cockermouth, entrambi in Northumberland, avevano prigioni nei corpi di guardia con oubliette sotto di loro.

## Caratteristiche

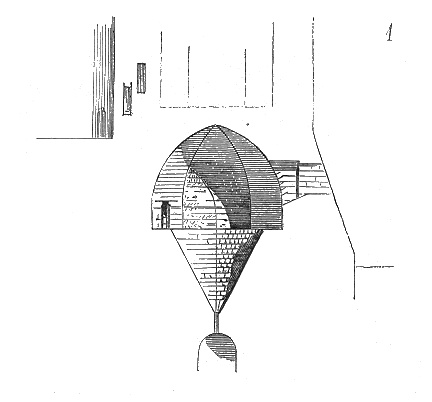
Schema dell'oubliette della prigione parigina di La Bastille, tratta dal Dictionary of French Architecture from 11th to 16th Century (1854–1868) di Eugène Viollet-le-Duc; il commento afferma che in realtà potrebbe essere stata costruita solo per la conservazione del ghiaccio

Benché molte prigioni siano semplicemente stanze ad un piano con porte rinforzate o con accesso solo tramite botola nel pavimento della stanza soprastante, l'uso delle prigioni per la tortura le ha rese una potente metafora in vari contesti. Le "prigioni", al plurale, fanno riferimento al complesso di celle e camere di tortura, tanto che il loro numero nei castelli viene sempre aumentato per catturare l'interesse dei turisti, mentre nel medioevo i detenuti erano tutt'altro che numerosi, concludendosi la prigionia in breve tempo con la condanna a morte oppure (nel caso di detenuti politici) nella privazione del cibo. Molte delle stanze descritte come prigioni o oubliette erano in realtà magazzini, cisterne per l'acqua o addirittura latrine.
Un esempio di cosa potrebbe essere definito "oubliette" è una cella particolarmente claustrofobica delle prigioni della Torre di Cesare nel castello di Warwick, in Inghilterra centrale. La botola di accesso è una griglia in ferro.

## Nella letteratura
Le oubliette e le prigioni erano un argomento preferenziale nei romanzi gotici o nei romanzi storici del XIX secolo, dove apparivano come simboli di tirannide e crudeltà, la vera antitesi dei valori illuministici di giustizia e libertà. Situati solitamente sotto castelli o abbazie medievali, erano usate da monaci cattolici ed inquisitori per torturare le persone. Nell'opera di Alexandre Dumas intitolata La regina Margot, Caterina de' Medici viene ritratta gongolante su una vittima dell’oubliette del Louvre.